# Эльменхорст (Штормарн)
Эльменхорст (нем. Elmenhorst) — община в Германии, в земле Шлезвиг-Гольштейн.
Входит в состав района Штормарн. Подчиняется управлению Баргтеэиде-Ланд. Население составляет 2494 человека (на 31 декабря 2010 года). Занимает площадь 14,92 км².